# Tillandsia 'Paterson'
Tillandsia 'Paterson' es un  cultivar híbrido del género Tillandsia perteneciente a la familia  Bromeliaceae.
Es un híbrido creado en el año 1988 con las especies Tillandsia streptophylla × Tillandsia  'Rubra'.